# Bogdan Žerajić

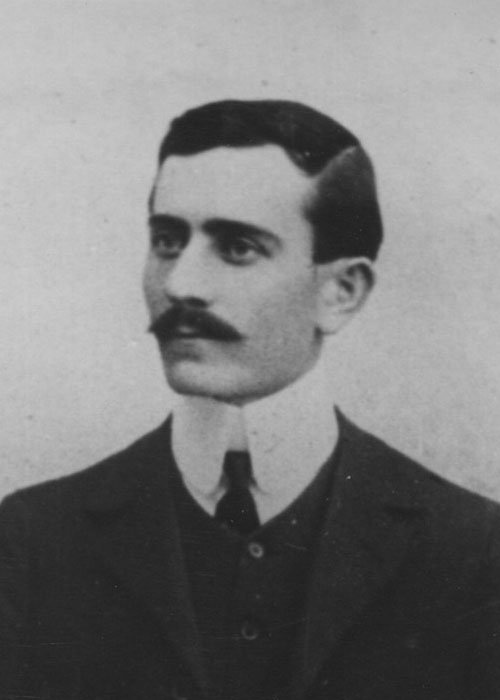
Bogdan Žerajić

Bogdan Žerajić (serbisch-kyrillisch Богдан Жерајић; * 1. Februar 1886 in Miljevići; † 15. Juni 1910 in Sarajevo) war ein bosnischer Serbe und Attentäter.

## Leben
Žerajić hatte 1910 ein Attentat auf Kaiser Franz Joseph I. geplant, überlegte es sich jedoch kurz vor Begehen der Tat anders. Grund hierfür war das hohe Alter Franz Josephs. Er entschied sich stattdessen seine Wut gegen die österreichisch-ungarische Annexion Bosnien-Herzegowinas an dem  bosnischen Gouverneur und General Marijan Freiherr Varešanin von Vareš auszulassen. Auf diesen schoss er am 15. Juni 1910 bei einer Landtagssitzung, verfehlte ihn aber, woraufhin er sich mit einem Kopfschuss tötete.
Der spätere Attentäter Gavrilo Princip berief sich nach seinem Attentat 1914 auf den österreichisch-ungarischen Thronfolger Franz Ferdinand und dessen Ehefrau Sophie auf Žerajić.